# Philonotis rufiflora
Philonotis rufiflora är en bladmossart som beskrevs av Heinrich Wilhelm Reichardt 1870. Philonotis rufiflora ingår i släktet källmossor, och familjen Bartramiaceae. Inga underarter finns listade i Catalogue of Life.